# Solveig Nellinge
Solveig Marianne Ragnhild Nellinge, född 30 maj 1931 i Norrköping, död 9 december 1998 i Stockholm, var en svensk förläggare och översättare. Nellinge utkom år 1966 med den egna diktsamlingen Kom låt mig ge dig denna hand på Albert Bonniers förlag och översatte därefter verk av bland andra Sheila Burnford, Doris Lessing och Edna O'Brien.